# Валкенир, Элизабет
Элизабет Кридл Валкенир (англ. Elizabeth Kridl Valkenier; 13 ноября 1926, Варшава — 13 ноября 2024) — польско-американский историк искусства и специалист по русскому искусству XIX века. Автор работы о передвижниках, впервые опубликованной в 1977 году.

## Ранние годы
Элизабет Кридл родилась в Варшаве, Польша, 13 ноября 1926 года в семье Манфреда Эдварда и Галины (Мейлерт) Кридл. Она прибыла в Соединённые Штаты в 1941 году. Она получила степень бакалавра в колледже Смита в 1948 году, степень магистра в Йельском университете в 1949 году и степень доктора философии в Колумбийском университете в 1973 году. 

## Карьера
Кридл была научным сотрудником Совета по международным отношениям в Нью-Йорке (1953—1962) и профессором русской истории в Хантер-колледже Городского университета Нью-Йорка (1973—1974). В 1962—1972 годах она была научным сотрудником Европейского института Колумбийского университета, а в 1975—1978 годах — помощником куратора российских архивов. С 1981 года она была штатным научным сотрудником Института Гарримана, а с 1982 по 2000 год — профессором политологии. С 2004 года — профессор кафедры истории русского искусства. С 2017 года Элизабет была доцентом кафедры истории искусств и археологии в Институте Гарримана Колумбийского университета.
В 1977 году Кридл-Валкенир опубликовала книгу «Русское реалистическое искусство. Государство и общество: передвижники и их традиция» (англ. Russian Realist Art. The State and Society: The Peredvizhniki and Their Tradition), в которой переосмыслила искусство передвижников — группы русских художников-реалистов, отделившихся от Императорской Академии художеств в 1863 году. В предисловии к переизданию книги издательством Columbia University Press в 1989 году она отметила, что при её написании ожидала обнаружить, что все передвижники были преданными последователями Николая Чернышевского и других революционных демократов, как это было указано в советских учебниках 1932 года. Однако изучение первоисточников показало, что их мотивы были более сложными. В своей книге она объясняет, что мотивы передвижников были скорее либеральными, чем революционными, связанными с их стремлением как к личной автономии, так и к политическим реформам.
В своём предисловии к переизданию (написанному в сентябре 1988 года) она отметила, что любезно предоставленные Кридл экземпляры её книги 1977 года, которые она в то время отправила в советские музеи и библиотеки, не были доступны широкому читателю, но она надеется, что в период гласности переиздание её книги будет возможным и станет частью общей переоценки и исправления истории в СССР. 
В 2014 году в честь Кридл-Валькенир был выпущен фестшрифт.

## Личная жизнь и смерть
Кридл вышла замуж за Роберта Виллема Валкенира 7 декабря 1951 года. У них был один ребёнок (дочь). Элизабет Кридл Валкенир умерла 13 ноября 2024 года на Кейп-Коде, в свой 98-й день рождения.

## Избранные публикации
- Russian Realist Art. The State and Society: The Peredvizhniki and Their Tradition. Ardis, Ann Arbor, 1977. (Reprinted by Columbia University Press in 1989 with a new foreword by the author) ISBN 0882332643
- The Soviet Union and the Third World: An Economic Bind. Greenwood Press, 1983. (Studies of the Harriman Institute) ISBN 978-0275910976
- Pressures in Polish-Soviet Relations. National Council for Soviet and East European Research, Washington, 1989.
- Ilya Repin and the World of Russian Realist Art. Columbia University Press, New York, 1990. (Studies of the Harriman Institute, Columbia University)
- The Wanderers: Masters of Nineteenth-Century Russian Painting. University of Washington Press, 1991. ISBN 978-0936227085
- Valentin Serov: Portraits of Russia's Silver Age. Northwestern University Press, 2001. (Studies in Russian Literature and Theory)[7][8] ISBN 978-0810118263